# Culpa colectiva
La culpa colectiva significa que la culpa de un acto no recae en el autor (o los autores) individuales, sino en un colectivo, todos los miembros de su grupo, por ejemplo, su familia, su gente o su organización. Por lo tanto, esto también incluye a personas que no estuvieron involucradas en el delito.El derecho penal de las democracias modernas se basa fundamentalmente en la responsabilidad individual, por lo que la culpa colectiva no tiene relevancia jurídica. El artículo 33 del IV Convenio de Ginebra establece que ninguna persona podrá ser condenada por un delito que no haya cometido personalmente. Un castigo colectivo requiere culpa colectiva. Según el artículo 87, párrafo 3 de la Convención de Ginebra III y el artículo 33 de la Convención de Ginebra IV, el castigo colectivo se considera un crimen de guerra. 
En el ámbito alemán, los términos «culpa colectiva» y «tesis de culpa colectiva» se utilizan habitualmente en el contexto de la época nazi. Esto lo hacen, por ejemplo, las fuerzas progresistas para evitar los estereotipos y obtener una imagen diferenciada y holística. Sin embargo, estos términos también son utilizados como lemas políticos por grupos de derecha y de extrema derecha.

## Responsabilidad colectiva
En contraposición a la culpa colectiva, existe el concepto jurídico de responsabilidad colectiva, que impone responsabilidad a los miembros de un grupo por los daños causados por las acciones de los órganos del grupo en su conjunto. Con responsabilidad colectiva, por ejemplo, en el derecho internacional público se establece la responsabilidad de un Estado por los daños causados por sus órganos actuando en violación del derecho internacional. Esto también incluye la obligación de pagar reparaciones a un enemigo que fue derrotado en la guerra y que ha reemplazado el antiguo derecho a pagar tributos según el derecho internacional. Una asignación colectiva de responsabilidad por daños contra los Estados se considera problemática porque, en última instancia, causa daños económicos a personas físicas entre ciudadanos que no pudieron elegir su pertenencia a un Estado o pueblo, pero a quienes fueron asignados por descendencia y nacimiento. En el contexto de la guerra y los conflictos armados, la responsabilidad colectiva ha dado lugar repetidamente a violaciones de derechos humanos y se considera una violación de la Convención de Ginebra.

## Ética y derecho
La asunción de culpa colectiva se basa en la responsabilidad moral a través de la pertenencia al grupo, no a través de la atribución individual de culpa. En las sociedades occidentales esto es incompatible con la moral y la ley. Así es como, por ejemplo, el derecho penal moderno en los países europeos se basa en el principio de responsabilidad individual. Sin embargo, en muchas partes del mundo y anteriormente también en Europa, estaba muy extendido el pensamiento colectivista, según el cual el individuo forma parte de un colectivo (familia, clan, pueblo), es responsable de acciones y puede ser castigado actos de los miembros de su familia.
En ética, tanto los individualistas metodológicos como los individualistas normativos cuestionan la validez de la responsabilidad colectiva. Normalmente, sólo el actor individual puede acumular culpabilidad por acciones que libremente provoca. La noción de culpabilidad colectiva parece negar la responsabilidad moral individual. Los sistemas de derecho penal contemporáneos aceptan el principio de que la culpa sólo será personal.  Según el estudioso del genocidio A. Dirk Moses, «La acusación de culpa colectiva es inaceptable para los estudiosos, y mucho menos en el discurso normal y es, creo, uno de los ingredientes clave del pensamiento genocida».

## Debate sobre la culpa colectiva en la guerra y el Holocausto

### Acusaciones aliadas

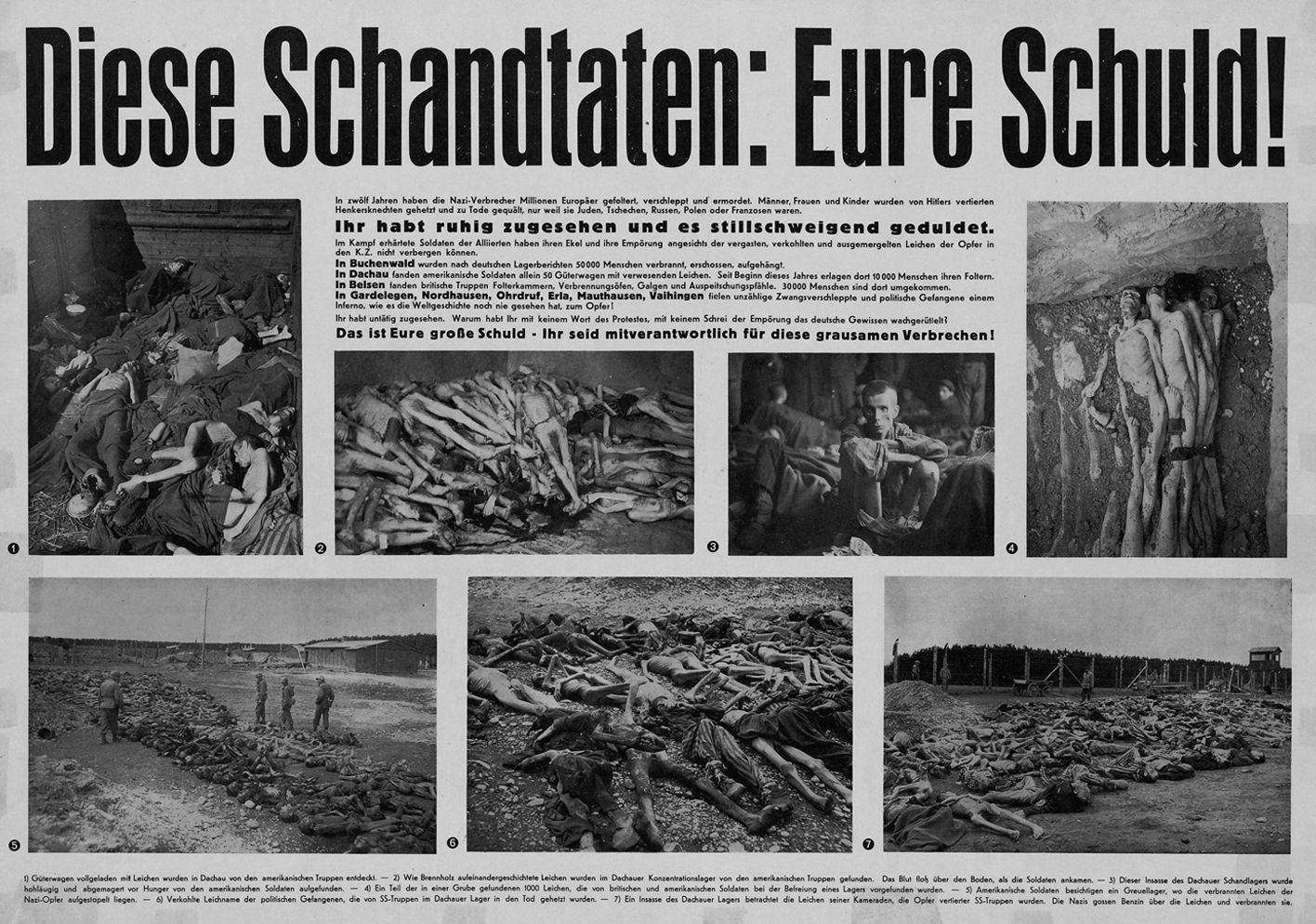
“Estos ultrajes: ¡tu culpa!” Uno de los carteles de la campaña de culpa colectiva.

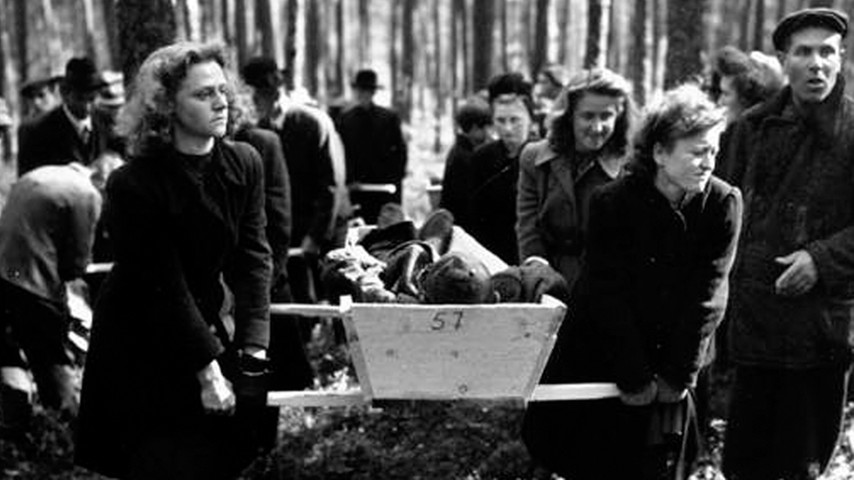
Exhumaciones de muertos y transporte de cadáveres por parte de la población de los alrededores de Neunburg

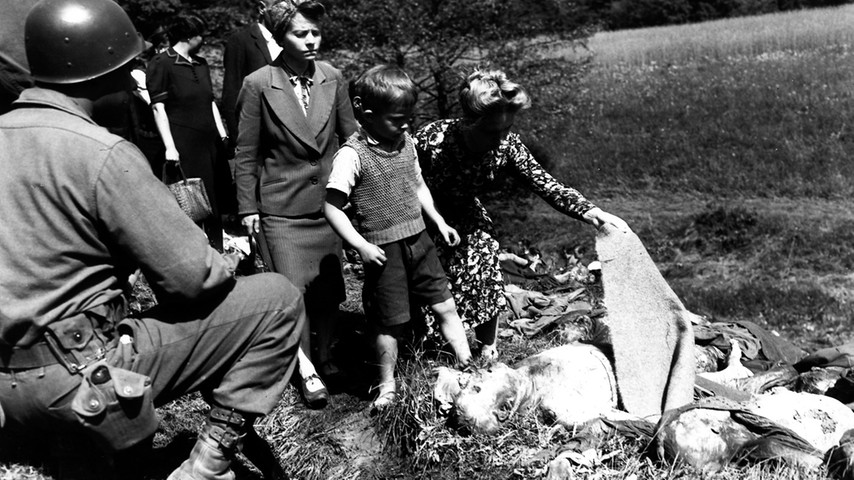
Niño alemán mirando a las víctimas del campo de concentración de Buchenwald en Nammering

Las ideas de culpabilidad colectiva alemana por la conducta criminal de Alemania en la Segunda Guerra Mundial y, en consecuencia, su castigo colectivo por ella, no surgieron entre los pueblos estadounidense y británico, sino en niveles más altos de la política de sus países. Sólo hacia el final de la guerra el público estadounidense empezó a asignar responsabilidad colectiva al pueblo alemán.  Ya en 1944, destacados líderes de opinión de Estados Unidos habían iniciado una campaña de propaganda (que continuó hasta 1948) en favor de una paz dura para Alemania, con el objetivo de acabar con la aparente costumbre estadounidense de ver a los nazis y al pueblo alemán como entidades separadas. La División de Guerra Psicológica emprendió una campaña de propaganda psicológica para desarrollar la responsabilidad colectiva alemana. En este sentido, el vansittartismo fue de gran importancia entre los aliados occidentales.  Tales puntos de vista crearon sentimientos antioccidentales contra el capitalismo y el materialismo dentro de sectores de la resistencia alemana al nazismo, como el Círculo de Kreisau y los conspiradores que en el marco del atentado del 20 de julio de 1944, que, según Axel von dem Bussche, fue también el caso de Claus Schenk Graf von Stauffenberg.  El principal documento político que contiene elementos de culpa y castigo colectivo es el JCS 1067 de principios de 1945.
Después de la guerra, la División de Guerra Psicológica del Cuartel General Supremo de la Fuerza Expedicionaria Aliada llevó a cabo una campaña de culpa colectiva: por ejemplo, con carteles y películas como The Death Mills. La política de culpa colectiva de los Aliados fue posteriormente derogada porque obstaculizaba el nuevo objetivo de la democratización.
La directiva número 1 de Robert A. McClure, jefe de la División de Control de Información y especialista en guerra psicológica, al Grupo de Ejércitos de EE. UU. Press explica el procedimiento: «Los primeros pasos de la reeducación se limitarán estrictamente a presentar a los alemanes hechos irrefutables para crear conciencia de la culpa de guerra de Alemania y de la culpa colectiva por crímenes como los cometidos en los campos de concentración».
El 20 de julio de 1945, primer aniversario del fallido intento de matar a Hitler, no se mencionó en absoluto el atentado. La razón de esto fue que se creía que recordar a la población alemana que había una resistencia alemana activa a Hitler socavaría los esfuerzos aliados por inculcar un sentimiento de culpa colectiva en la población alemana.
Según Norbert Frei, la teoría de la culpa colectiva fue ciertamente defendida por los aliados occidentales en la posguerra, aparte de medidas individuales, como visitas forzadas a lugares donde se cometieron crímenes nazis, como el campo de concentración de Buchenwald, pero no se puso en práctica. Por el contrario, en los procedimientos de desnazificación se examinó cada vez la culpabilidad individual.

### Reacciones alemanas
Mientras que en 1946 el 78% de la población de las zonas occidentales todavía consideraba justos los primeros juicios de Núremberg después de la Segunda Guerra Mundial, esta elevada tasa de aprobación había caído al 38 por ciento cuatro años más tarde, según sondeos de opinión realizadas por encuestadores estadounidenses. La práctica de internamiento de los aliados, el enfrentamiento forzoso con los restos de los campos de concentración, la desnazificación de antiguos representantes del régimen nazi y los procesos penales en tribunales civiles y militares se percibían cada vez más como una justicia del vencedor. Los juicios de Núremberg, en los que se condenó a altos representantes seleccionados del régimen nazi, se consideraron “juicios por poderes” en los que se pretendía demostrar la «culpabilidad colectiva» de los alemanes. En medio de un sentimiento difuso de complicidad, se exigió que todos los alemanes fueran exonerados de la acusación de «culpabilidad colectiva». En forma de disculpa se afirmó que sólo Adolf Hitler, los dirigentes nazis y las élites sociales deberían haber sido responsables de la guerra y el genocidio, no todo el pueblo alemán ni los perpetradores individuales. Como explica Norbert Frei, la suposición de que los alemanes serían acusados de culpa colectiva sirvió principalmente para poder rechazar siempre esta acusación con una indignación ritual. Este discurso fue una «expresión de la necesidad constante de solidaridad en Volksgemeinschaft» y estaba relacionado con las demandas generalizadas en la década de 1950 de una amnistía para los nazis y criminales de guerra condenados y, en general, de un fin al pasado nazi. El científico social Samuel Salzborn argumenta de manera similar: Al suprimir u ocultar las “conexiones causales entre la etnia alemana y la política de exterminio, por un lado, y la expulsión de alemanes tras la Segunda Guerra Mundial y el bombardeo de ciudades alemanas como consecuencia de esta política, por el otro. Por otra parte, se ocultaba el «contexto histórico». Además, basándose en un análisis de declaraciones de los políticos de la AfD Björn Höcke y Alexander Gauland, escribe: «An la siempre alucinada acusación de culpabilidad colectiva alemana, que en realidad no existía como máxima política por parte de los aliados y asociados [...], Se le contrapone una interpretación de la historia que va directamente hacia la creación de un mito de la inocencia colectiva alemana».
Incluso hoy, la afirmación de que los alemanes están o han estado expuestos a acusaciones de culpa colectiva es parte de la retórica de derecha. Por ejemplo, en un discurso en el Día de la Unidad Alemana en 2003, el conservador Martin Hohmann, entonces CDU (ahora AfD), se defendió de las supuestas afirmaciones de que los alemanes eran un «pueblo de perpetradores» dirigiendo la misma afirmación contra los judíos citando párrafos de un panfleto antisemita. Luego fue expulsado de la CDU. 
En la retórica de la derecha radical alemana también juega un papel clave la afirmación de que se enfrentan a acusaciones de culpabilidad colectiva. Esto deslegitima los programas de reeducación de los Aliados después de 1945, la desmilitarización de Alemania y las reparaciones por los daños de guerra causados por Alemania. Además, ofrece la oportunidad de referirse a crímenes de guerra aliados con intención exculpatoria, de alegar supuesta complicidad judía en el dominio nazi o de relativizar el Holocausto.
La culpa colectiva alemana también fue rechazada por las dos iglesias nacionales y por los políticos. El presidente federal Theodor Heuss sugirió en su lugar el término “vergüenza colectiva”. Richard von Weizsäcker también lo destacó en su famoso discurso Zum 40. Jahrestag der Beendigung des Krieges in Europa und der nationalsozialistischen Gewaltherrschaft (sobre el 40.° aniversario del fin de la guerra en Europa y de la tiranía nacionalsocialista), que pronunció ante el Bundestag alemán el 8 de mayo de 1985: «No existe la culpa o la inocencia de un pueblo entero», pero al mismo tiempo, exigió que se aceptara la responsabilidad colectiva por la injusticia nacionalsocialista.
Cuando se habla de los crímenes nacionalsocialistas, los extremistas de derecha a menudo suponen que los aliados estaban asumiendo la culpa colectiva de todos los alemanes, que se transmitiría a las generaciones futuras.  Ninguna acción de las potencias ocupantes aliadas después del colapso del Estado nacionalsocialista fue justificada por la «culpa colectiva» de los alemanes: «Es impensable que la mayoría de los alemanes  sean condenados por haber cometido crímenes contra la paz. Esto equivaldría a respaldar el concepto de culpa colectiva, y esto lógicamente daría como resultado un castigo masivo, para el cual no hay precedentes en el derecho internacional ni justificación en las relaciones humanas.»
El psicólogo Viktor Frankl argumentó en contra de la construcción de la culpa colectiva: «Sólo hay dos razas de personas, las decentes y las indecentes».
El editor judío británico Victor Gollancz se opuso al concepto de culpa colectiva alemana en su artículo de 1945 Lo que Buchenwald realmente significa. Justificó esto diciendo que cientos de miles de alemanes no judíos también fueron víctimas de la persecución nazi y aún más fueron silenciados por el terror nazi. Tampoco serían inocentes los ciudadanos británicos que no hicieron nada para salvar a los judíos, aunque vivieran en una democracia, a diferencia de los alemanes.
Benjamin Sagalowitz escribió en un diario de viaje de 1950 para el Congreso Judío Mundial:
La respuesta a la pregunta crucial de si existe alguna perspectiva de un cambio real en el comportamiento y el punto de vista del pueblo alemán está estrechamente relacionada con el problema de la culpa colectiva, es decir, la actitud de Alemania hacia su pasado nazi. Una definición clara del término “culpa colectiva” es esencial si se quiere evaluar los pros y los contras de esta cuestión. Cuando los judíos hablan de la culpa colectiva de Alemania, se refieren a la responsabilidad de la nación alemana como tal por los crímenes cometidos en su nombre por el régimen nazi. Se trata entonces de la culpa histórica de Alemania como unidad política colectiva. […] Algo completamente distinto es determinar si existe una «deuda solidaria», es decir es decir, si todos y cada uno de los alemanes deberían ser considerados culpables de los crímenes nazis, por la sencilla razón de que pertenecen a la nación alemana. Ésta no es la opinión de los judíos ni la de los aliados. Los distintos juicios por crímenes de guerra son prueba suficiente de que sólo se castiga a los condenados por culpa personal. 
Sagalowitz argumentó que el mundo entero señala la responsabilidad de Estados Unidos, Gran Bretaña, la Unión Soviética o Israel, por ejemplo, cuando se habla el destino de los refugiados árabes de Palestina o la división de Alemania, en este sentido, Alemania también tiene una responsabilidad. Leo Baeck también distinguió la culpa política de la culpa criminal y habló de la responsabilidad general de Alemania. Ralph Giordano no quería hablar de “culpa colectiva” en 1947. Había una minoría de alemanes que seguían su conciencia y no el Führer. Sin embargo, la mayoría no tiene derecho a sentirse aliviada y a beneficiarse de su decencia, sobre todo porque todavía hoy se distancian de esta minoría.  Giordano vio la principal culpa de millones en su silencio ante la injusticia que encontraban cada día, cada hora, en todas partes. Ya en 1945, el rabino de Frankfurt Leopold Neuhaus escribió en el Frankfurter Rundschau en el aniversario de la llamada Kristallnacht que quienes observaron y permitieron que ocurriera la destrucción eran cómplices. La propiedad de los beneficiarios, entendida como complicidad, también jugó un papel en el debate sobre la culpa colectiva. Aunque a menudo hubo comprensión y voluntad de ayudar a los judíos después de la guerra, inicialmente hubo falta de voluntad para hacer las paces y en miles de casos los alemanes intentaron quedarse con propiedades que les habían sido robadas a los judíos.

## Castigo colectivo

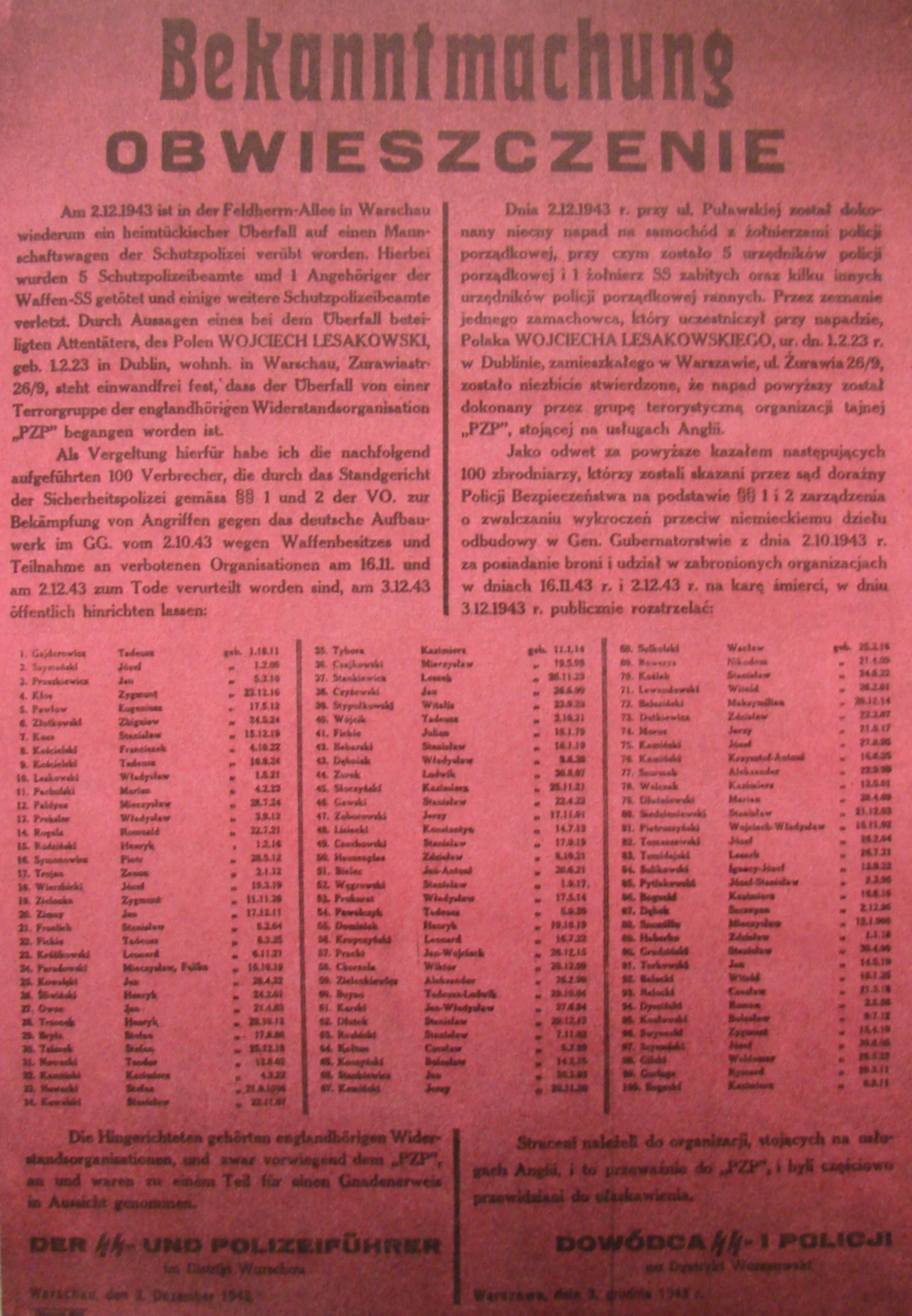
El anuncio de la ejecución de 100 rehenes polacos (pol: łapanka) como venganza por el asesinato de cinco policías alemanes y un hombre de las SS por parte de los guerrilleros de Armia Krajowa (denominados en el texto: una «organización terrorista polaca en inglés»). Varsovia, 2 de octubre de 1943.

La responsabilidad colectiva en forma de castigo colectivo se utiliza a menudo como medida disciplinaria en instituciones cerradas, por ejemplo, internados (castigando a toda una clase por las acciones de un alumno conocido o desconocido), unidades militares, prisiones (de menores y de adultos), centros psiquiátricos, etc. La eficacia y severidad de esta medida puede variar mucho, pero a menudo genera desconfianza y aislamiento entre sus miembros. Históricamente, el castigo colectivo es un signo de tendencias autoritarias en la institución o en su sociedad de origen. Por ejemplo, en los Gulags soviéticos, todos los miembros de una brigada (unidad de trabajo) eran castigados por el mal desempeño de cualquiera de sus integrantes.
También se practica el castigo colectivo en situación de guerra, sanciones económicas, etc., presuponiendo la existencia de culpa colectiva. La culpa colectiva, o falacia de asociación, es la controvertida idea colectivista de que los individuos que se identifican como miembros de un determinado grupo cargan con la responsabilidad de un acto o comportamiento que los miembros de ese grupo han demostrado, incluso si ellos mismos no estuvieron involucrados. Los sistemas contemporáneos de derecho penal aceptan el principio de que la culpa sólo será personal.
Durante la ocupación de Polonia por la Alemania nazi, los alemanes aplicaron la responsabilidad colectiva: cualquier tipo de ayuda que se brindara a una persona de fe u origen judío era castigada con la muerte, y no sólo el salvador, sino también su familia era ejecutado. Esto fue ampliamente publicitado por los alemanes. Durante la ocupación, por cada alemán asesinado por un polaco, entre 100 y 400 polacos fueron fusilados en represalia. Las comunidades fueron consideradas colectivamente responsables de los supuestos contraataques polacos contra las tropas invasoras alemanas. Todos los días se llevaron a cabo ejecuciones masivas de rehenes łapanka durante el avance de la Wehrmacht por Polonia en septiembre de 1939 y posteriormente.
Otro ejemplo de castigo colectivo se aplicó después de la guerra, cuando se culpó colectivamente a alemanes étnicos de Europa central y oriental por los crímenes nazis, lo que dio lugar a la comisión de numerosas atrocidades contra la población alemana, incluidos asesinatos.
Los alemanes de Yugoslavia fueron privados de sus derechos y desposeídos como enemigos de Yugoslavia mediante las resoluciones del Consejo Antifascista de Liberación Nacional de Yugoslavia (AVNOJ) del 21 de noviembre de 1943 y en la misma fecha de 1944, sin juicio previo y utilizando el Tesis de la culpa colectiva.
Las autoridades rumanas designadas por la Unión Soviética culparon colectivamente a los alemanes de Rumania por «la participación de Rumania en la guerra antisoviética y la ocupación de Rumania por la Alemania nazi». Siguieron la privación de derechos, la expropiación y la discriminación. Los ejemplos incluyen la expropiación en Rumania en 1945, la deportación de alemanes rumanos a la Unión Soviética y su deportación a la estepa de Bărăgan.

### Ejemplos en la religión

#### Judaísmo
Los judíos reconocen dos tipos de pecado: las ofensas contra otras personas y las ofensas contra Dios. Una ofensa contra Dios puede entenderse como una violación de un contrato (la alianza entre Dios y los israelitas). Esdras, sacerdote y escriba, era el líder de un nutrido grupo de exiliados. A su regreso a Jerusalén, donde se le pidió que enseñara a los judíos a obedecer las leyes de Dios, descubrió que los judíos se habían casado con no judíos. Se rasgó las vestiduras con desesperación y confesó los pecados de Israel ante Dios, antes de proceder a purificar a la comunidad. El Libro de Jeremías (Yirmiyahu [ירמיהו]) se puede organizar en cinco subsecciones. Una parte, Jeremías 2-24, muestra desprecio por los pecados de Israel. El poema en 2:1–3:5 muestra la evidencia de un pacto roto con Israel.
Este concepto se encuentra en el Antiguo Testamento (o el Tanaj), algunos ejemplos del mismo son el relato del diluvio, la Torre de Babel, Sodoma y Gomorra y en algunas interpretaciones, el Libro de Josué. En esos registros comunidades enteras fueron castigadas por las acciones de la gran mayoría de sus miembros. Esto se logró en la medida en que es imposible afirmar si no hubo otras personas justas o si hubo niños que eran demasiado pequeños para ser responsables de sus actos.
A través de este marco de razonamiento inductivo, tanto el relato del diluvio como el de Sodoma y Gomorra identifican a personas justas que resultan ser familiares inmediatos o potenciales de un profeta, como por ejemplo Lot. Estas secuencias de eventos se reconcilian posteriormente en el ejemplo anterior como la base etiológica de las supuestas buenas fortunas en la Alianza con todas las criaturas vivientes, en la que Dios promete nunca más destruir toda la vida en la Tierra (una categoría implícitamente más amplia que los injustos) por medio del diluvio  y crea el arco iris como signo de este «pacto eterno entre Dios y todo ser viviente de toda carne que está sobre la tierra».

#### Cristianismo
- La acusación de deicidio colectivo contra los judíos había sido un componente central del antijudaísmo cristiano desde alrededor del año 190. Si el Nuevo Testamento atribuye culpa colectiva a los judíos por la crucifixión de Jesús es controvertido en el debate sobre el antijudaísmo.[56]La Declaración Nostra Aetate del Concilio Vaticano II iniciado por Juan XXIII afirma que «no puede ser imputado ni indistintamente a todos los judíos que entonces vivían ni a los judíos de hoy»[57]desligando de esta forma la responsabilidad colectiva de los judíos en la muerte de Jesús.
- También está muy extendida en el pensamiento cristiano la idea de una culpa hereditaria debida al llamado pecado original de la humanidad, que afecta a cada persona al nacer y se transmite mediante el acto de procreación. Esta enseñanza fue introducida en el siglo IV por Agustín de Hipona.[58] En el Nuevo Testamento, la culpa humana colectiva se justifica en epístola a los romanos con el pasaje: «En Adán y Eva todos pecaron».[59] Según los Diez Mandamientos, la culpa individual de una persona se remonta a la tercera y cuarta generación de sus descendientes.[60]

#### Antisemitismo
Las causas anteriores del antisemitismo, de base más religiosa, están pasando cada vez más a un segundo plano y están siendo reemplazadas por el antisemitismo relacionado con Israel. Aquí se considera que los judíos que viven en la diáspora son colectivamente responsables de las políticas del gobierno israelí, particularmente hacia los palestinos. También se cuestiona el derecho de Israel a existir.